# Naval Intelligence Division

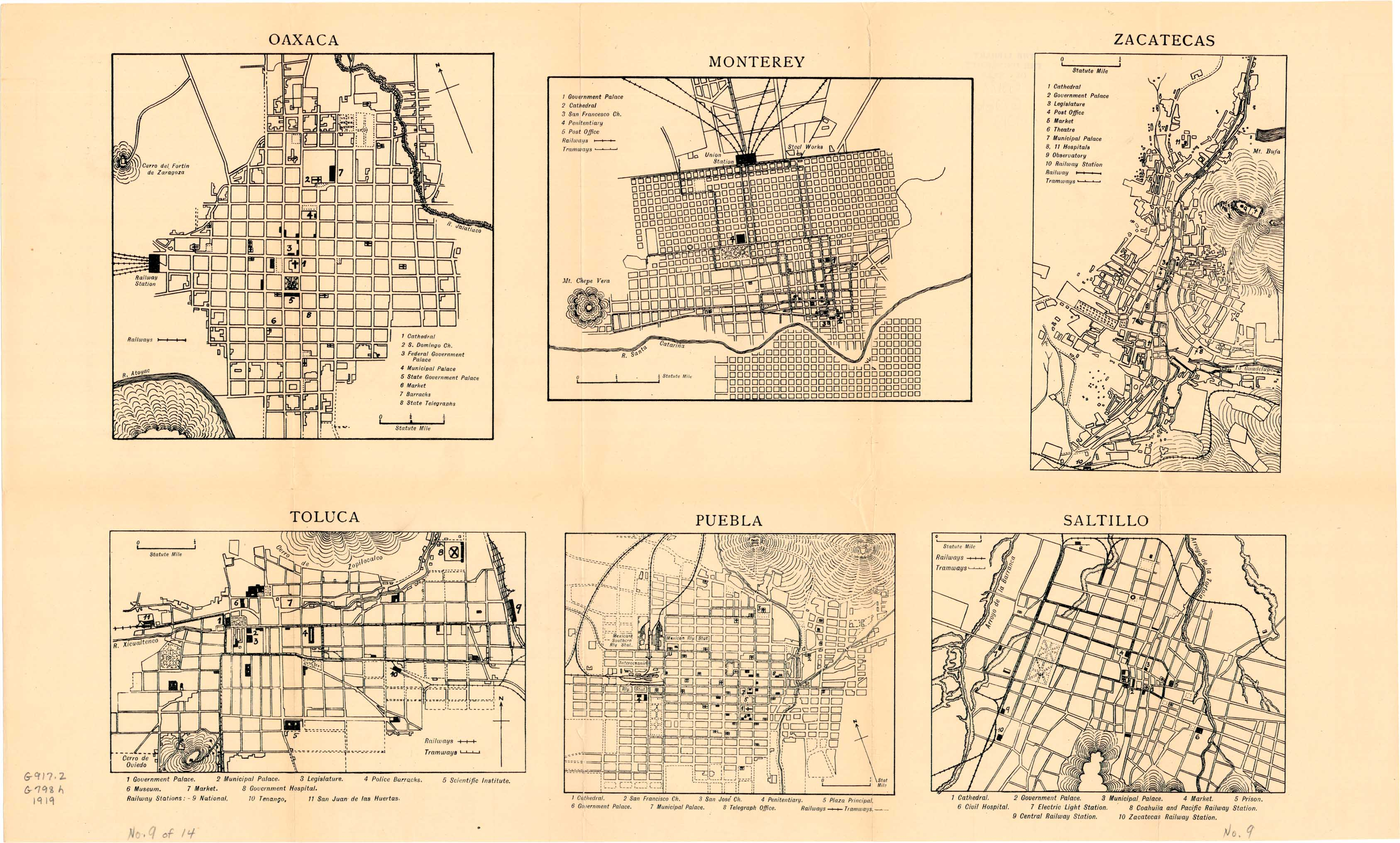
Mappe di città messicane tratte da A Handbook of Mexico, Great Britain. Naval Intelligence Division, 1919.

La Naval Intelligence Division (NID) era la branca intelligence dell'Ammiragliato inglese prima che venisse istituito un Defence Intelligence Staff 
unificato nel 1965. Si occupava delle questioni relative ai piani militari navali britannici, ed in particolare della gestione della raccolta di intelligence navale.

## Storia

### Origini
Nel 1882 fu istituito il Foreign Intelligence Committee, ribattezzato Naval Intelligence Department nel 1887. Il suo primo capo fu il capitano William Henry Hall; William Reginald Hall,
che fu Director of Naval Intelligence (DNI) durante la prima guerra mondiale, era suo figlio.
La struttura della NID era in origine preposta alla mobilitazione della flotta, ai piani di guerra, ed alla raccolta d'informazioni presso/dal nemico; pertanto, al principio vi erano due divisioni: 
1. intelligence (Foreign)
2. Mobilization.

Nel 1900 fu aggiunta una terza divisione (War), ovviamente  dedicata alle questioni di strategia e difesa, cui fu affiancata nel 1902 una quarta (Trade),  che doveva seguire le faccende collegate alla protezione del naviglio mercantile.

### La "riforma Fisher"
Nel 1910 la NID fu spogliata delle mansioni di pianificazione e strategia quando l'uscente Fisher creò il cosiddetto Navy War Council come  barriera per stornare le critiche scaturenti dalla Beresford Inquiry, ed in particolare il concetto per cui la Royal Navy aveva bisogno di un organo di alta consulenza militare — un ruolo che la NID aveva pienamente adempiuto almeno dal 1900, se non prima. In virtù di questa riorganizzazione, la pianificazione bellica e gli affari strategici divennero appannaggio del novello Naval Mobilisation Department e la NID tornò ad assumere la fisionomia che la caratterizzava prima del 1887: un'organizzazione di raccolta e conferimento di informazioni di rilievo militare.
L'importanza della NID fu ben presto riconosciuta, al punto che — intorno al 1902 — non vi era nella Royal Navy questione, per quanto dozzinale, che venisse decisa senza consultare la NID.

### Dalla Grande guerra
Nella Prima guerra mondiale la NID era preposta alla Room 40,
l'iniziativa di maggior successo sul versante crittografico intrapresa dalla marina di Sua Maestà britannica.
La Geographical Section of the Naval Intelligence Division, Naval Staff, Admiralty,  produsse tra nel periodo 1917-1922 una serie di Manuali geografici per offrire informazioni alle forze armate inglesi.

### La seconda guerra mondiale
Dalla NID germogliò anche la 30 Assault Unit (1942)  corpo d'elite votato alla ricognizione speciale ed al sabotaggio. Il comandante di una delle relative operazioni, Patrick Dalzel-Job, è ritenuto da molti il principale modello cui Ian Fleming (peraltro a sua volta un operatore della NID) avrebbe ispirato la sua più celebre creatura letteraria: James Bond.
Tra il 1941 ed il 1946 la NID produsse una seconda serie di Naval Intelligence Handbooks, per aggiornare le informazioni della prima collana, ormai invecchiate di una ventina d'anni.

### Scioglimento
Nel 1965 i preesistenti servizi di intelligence furono unificati con il Military Intelligence nel Defence Intelligence del nuovo Ministry of Defence e la NID cessò di esistere.

## DirettoriNaval Intelligence
- Captain William Henry Hall, 1887–1889
- Rear-Admiral Cyprian Bridge, 1889–1894
- Rear-Admiral Lewis Beaumont, 1895–1899
- Rear-Admiral Reginald Custance, 1899–1902
- Rear-Admiral Prince Louis of Battenberg, 1902–1905
- Captain Charles Ottley, 1905–1907
- Rear-Admiral Sir Edmond Slade, 1907–1909
- Rear-Admiral Alexander Bethell, 1909–1912
- Captain Thomas Jackson, 1912–1913
- Rear-Admiral Henry Oliver, 1913–1914
- Rear-Admiral Sir Reginald 'Blinker' Hall, 1914–1919
- Rear-Admiral Hugh 'Quex' Sinclair, 1919–1921
- Rear-Admiral Maurice Fitzmaurice, 1921–1924
- Rear-Admiral Alan Hotham, 1924–1927
- Rear-Admiral William Fisher (Acting), 1926–1927
- Rear-Admiral Barry Domvile, 1927–1930
- Rear-Admiral Cecil Usborne, 1930–1932
- Rear-Admiral Gerald Dickens, 1932–1935
- Vice-Admiral James Troup, 1935–1939
- Vice-Admiral John Godfrey, 1939–1943
- Rear-Admiral Edmund Rushbrooke, 1943–1946
- Vice-Admiral Edward Parry, 1946–1948
- Rear-Admiral Eric Longley-Cook, 1948–1951
- Rear-Admiral Sir Anthony Buzzard, 1951–1954
- Vice-Admiral Sir John Inglis, 1954–1960
- Vice-Admiral Sir Norman Denning, 1960–1964
- Rear-Admiral Patrick Graham, 1964–1965